# Balta vilis
Balta vilis es una especie de cucaracha del género Balta, familia Ectobiidae.

## Distribución
Esta especie se encuentra en Japón, China, Tailandia, Malasia, Indonesia y Timor.